# Громницкий, Пётр Фёдорович
Пётр Фёдорович Громницкий (1801, Керенск — 31 мая 1851, Усолье-Сибирское) — активный участник движения декабристов, поручик Пензенского пехотного полка.

## Биография
Родился в семье мелкопоместного керенского помещика Пензенской губернии. В Керенске прошли его детские годы. Воспитывался во 2 кадетском корпусе, куда поступил в 1814 году. В феврале 1819 года выпущен прапорщиком и определен в Пензенский пехотный полк, подпоручик — с апреля 1820 года, поручик — с мая 1823 года.
С 1824 года состоял в «Обществе соединенных славян».
После подавления выступления декабристов 26.1.1826 был арестован, доставлен из Житомира в Петербург, посажен на главную гауптвахту 9.2.1826 года, в тот же день переведен в Петропавловскую крепость в бастион № 8 (Тюрьма Трубецкого бастиона).
Находился под следствием. Комиссия предъявила Громницкому, кроме прочего, участие в умысле на цареубийство, в умысле бунта, знании о приготовлении к выступлению заговорщиков декабре 1825 года.
Признан государственным преступником, и по приговору Верховного Уголовного Суда приговорен по второму разряду к политической смерти, лишению чинов и дворянства и к 20 годам каторжных работ.
Находясь в заключении, сменил ряд крепостей, в 1828 году был отправлен в Сибирь. Первоначально помещен в Читинский острог, затем переведен в Петровский завод, в декабре 1835 года освобожден от каторги и направлен на поселение в с. Бельск Иркутской губернии. С 1836 года жил в этом небольшом сибирском селе. С детства имея талант рисования, в Петровском заводе, общаясь с Н. А. Бестужевым, совершенствовал свои способности. Писал иконы для местной церкви, таким образом зарабатывая себе на жизнь.
В 1842 был отдан под особый надзор местной полиции за чтение и переписывание сочинений декабриста М. С. Лунина.
Умер от чахотки в госпитале Иркутского солеваренного завода в с. Усолье, где и был похоронен (могила не сохранилась).